# Герлінг

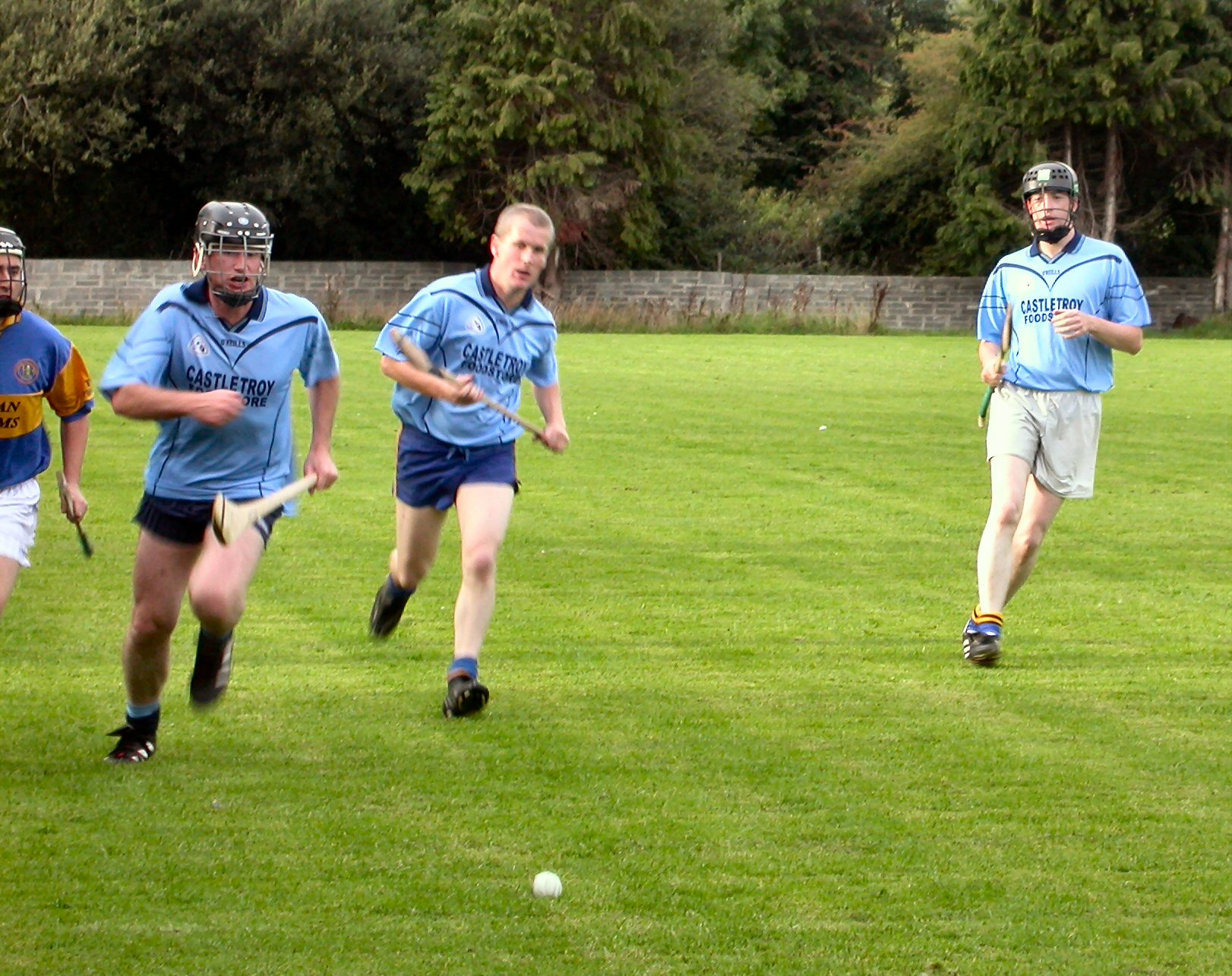
Гра в герлінг

Герлінг (англ. hurling, ірл. iománaiocht, iomáint) — командна гра кельтського походження. У герлінг грають ключками та м'ячем.
Мета гри — отримати більше очок та голів, аніж команда-суперник. Та сама гра, в яку грають жінки, називається камогі (англ. camogie), яка має спільний гельський корінь.
У неї грають переважно в Ірландії. В інших країнах світу в герлінг грають здебільшого члени ірландської діаспори, у Великій Британії, Північній Америці, Новій Зеландії, Південній Африці та Аргентині.

## Спортінвентар

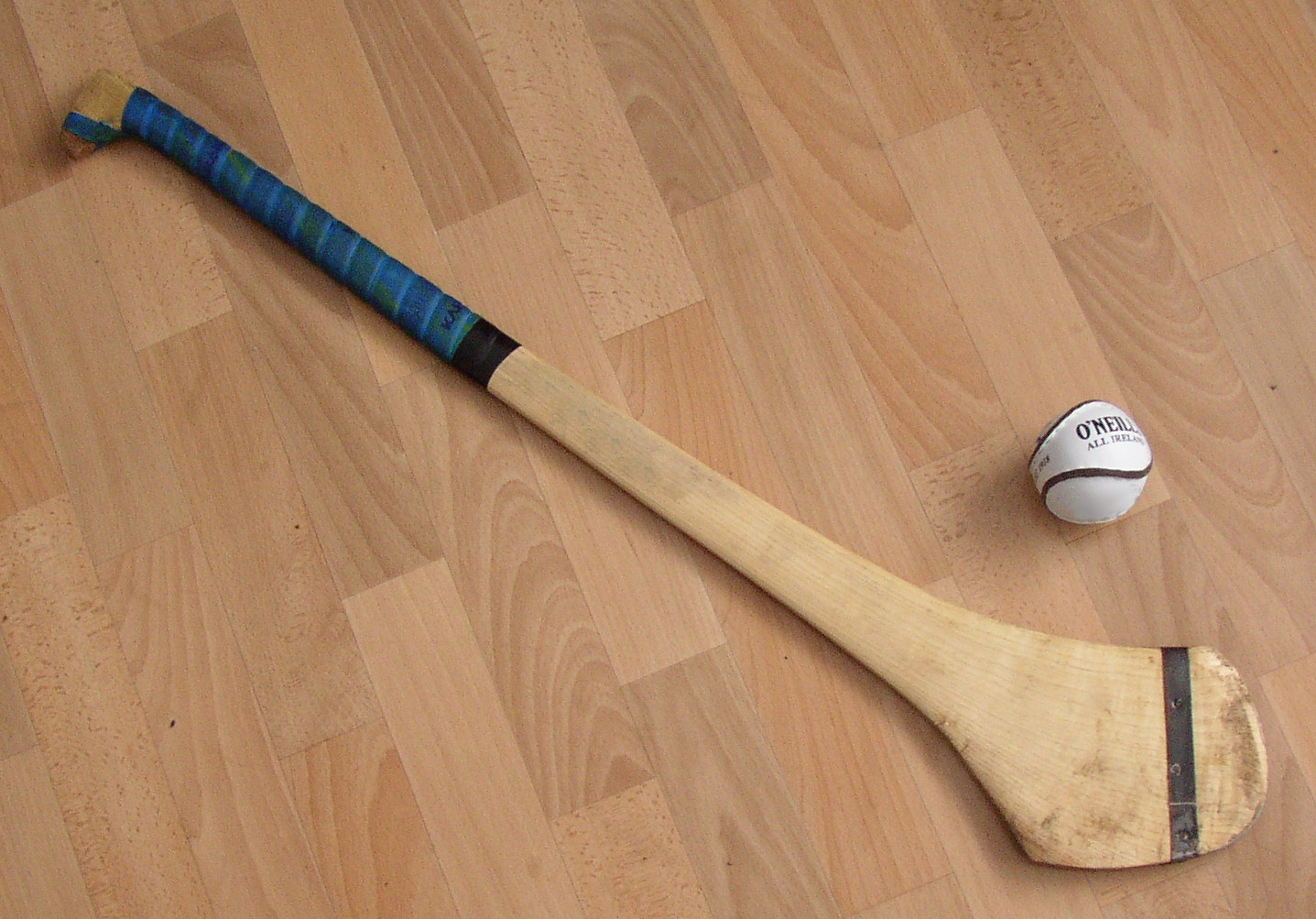
Ключка та м'яч для герлінгу

У кожного гравця є дерев'яна ключка (герлі, hurley, яка також відома по-ірландському як camán та по-англійськи як hurl, hurling stick, shtick) .
Довжина ключки — 70—100 см. Нижня частина ключки називається бас. У воротаря бас удвічі більший, ніж у польових гравців. М'яч для гри (sliotar) виготовлений зі шкіри з корком усередині. Розмір м'яча — 23—25 см, вага 110—120 г. Деяким гравцям вдається надати м'ячу швидкість до 150км/год. Зафіксовані випадки, коли м'яч пролітав 110 м. Жінки та юніори мають грати в захисному шоломі.

## Правила гри

### Гральний майданчик
Гральний майданчик має прямокутну форму 130—145 м у довжину та 70-80 м у ширину. З обох кінців є Н-подібні ворота. Відстань між штангами воріт становить 6,50 м, висота воріт — 7 м. На висоті 2,50 м між штангами проходить поперечна штанга. Нижня частина воріт є власне воротами. Вона закрита сіткою. З обох сторін воріт є 2 прямокутні майданчики: один, менший, 14 м завширшки та 4,50 м завдовжки (воротарський майданчик), другий, більший, шириною 19 м та 13 м завширшки (штрафний майданчик). Окрім цього, на полі є 20-метрові та 65-метрові лінії.
Розміри грального майданчика та воріт для змагань юніорів менші.

### Команди та тривалість гри

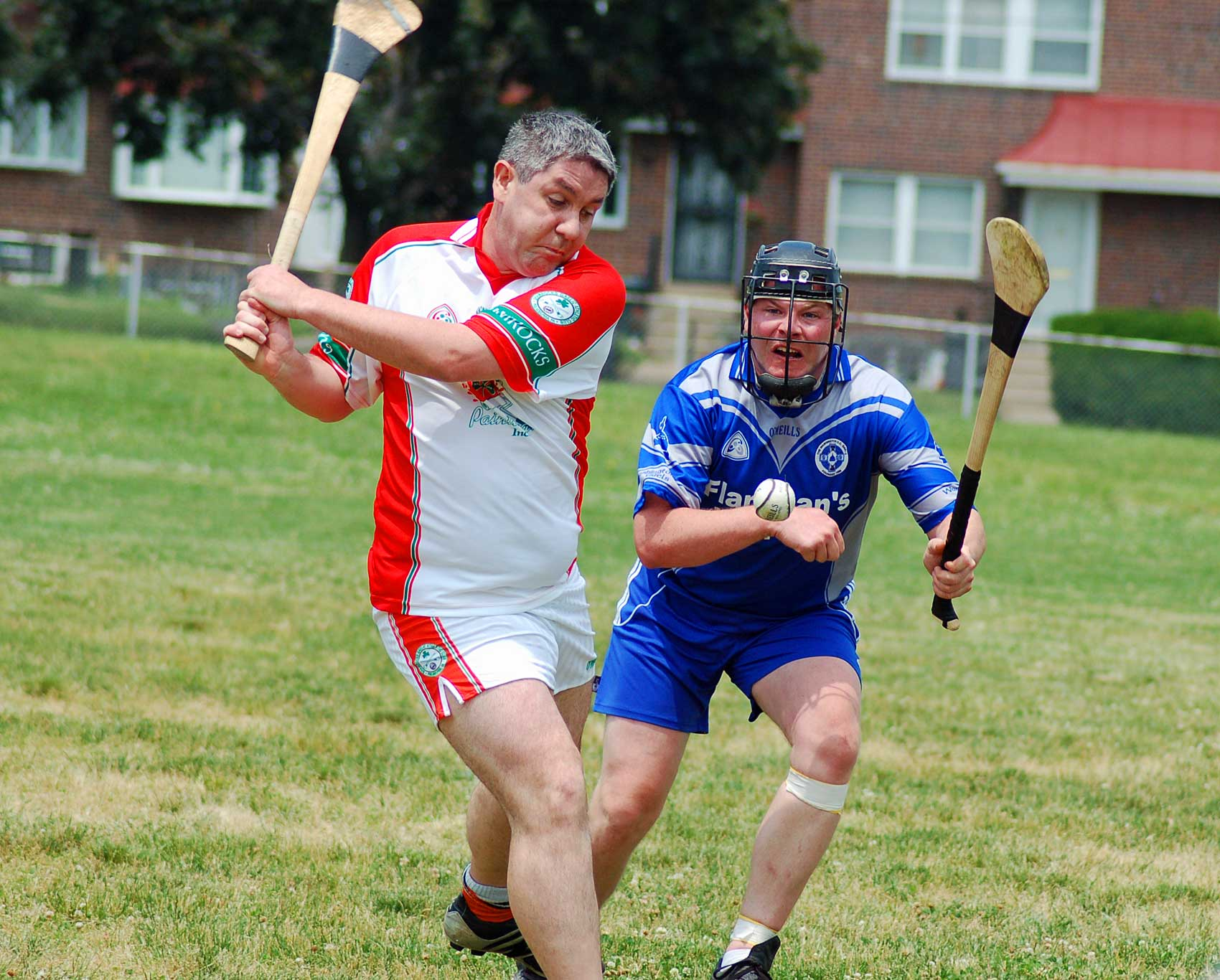

До кожної команди входять 15 гравців-герлерів. Форма воротаря відрізняється за кольором від форми інших гравців.
Під час гри дозволяється 5 разів міняти гравців. У додатковий час дозволяється зробити ще три заміни.
Тривалість гри становить 60 хвилин (2 тайми по 30 хвилин). Додатковий час — 2 тайми по 10 хвилин.

### Хід гри
Арбітр вкидає м'яч на центральну лінію. У цей час усі гравці команди, крім двох, перебувають за 65-метровою лінією.
Якщо м'яч падає на землю, його потрібно підняти або вдарити по ньому ключкою, або ногами. Не дозволяється піднімати м'яч рукою. Вищий пілотаж — підкинути м'яч ключкою в повітря, а потім відбити його ударом ключки. Якщо гравець зловить рукою м'яч, що летить у повітрі, дозволяється пробігти з ним у руках не більш як 4 кроки, а потім підкинути його в повітря, або відбити ключкою із землі. Гравець, який хоче пронести м'яч більш як три кроки, може використовувати ключку, щоб нести на ній м'яч. Але це вимагає великої спритності.
При порушенні правил призначається штрафний удар із місця порушення. Причому гравець має підняти й підкинути ключкою м'яч у повітря, а потім вдарити по ньому. Якщо правила порушив захисник, що перебуває у своєму штрафному майданчику перед воротами, призначається пенальті з середини 20-метрової лінії. На лінії воріт команди, що захищається, окрім воротаря, дозволено перебувати ще двом гравцям. Пенальті забивається так само, як і звичайний штрафний удар.
Якщо одна з команд забиває гол або очко, або якщо команда, що нападає, пропускає ворота, то гра продовжується після ручного кидка м'яча воротарем із воротарського майданчика. Решта гравців мають перебувати за 20-метровою лінією. Якщо команда, яка захищається, пропускає ворота, то команда нападу здійснює штрафний удар (із землі) з 65-метрової лінії. Якщо м'яч в однієї команди вилітає за межі поля, друга команда робить кутовий удар (із землі) на лінії поля в місці, де м'яч залишив поле.

### Рахунок
Гол забивається, якщо м'яч потрапляє до нижньої частини воріт, і зараховується як три очки. Якщо м'яч забивається у ворота вище поперечної штанги, команда заробляє одне очко. Голи і очки можна заробити й ручним кидком. Для цього м'яч під час удару рукою має вже бути в повітрі. Не дозволяється переносити або перекидати м'яч за лінію воріт. Якщо гравець команди, що нападає, перебуває у штрафному майданчику перед воротами в мить удару, то його можливе очко або гол не зараховуються, а інша команда здійснює штрафний удар. Рахунок очок і голів іде окремо за принципом «кількість голів — сума очок». Наприклад, у фінальному матчі Чемпіонату Ірландії 1995-го рахунок становив: «Клер» 1-13, «Оффалі» 2-8. Таким чином, виграла «Клер» з рахунком 16 (3+13): 14 (6+8).

### Порушення правил
Такі дії гравців вважаються порушеннями:
- підбирати м'яч з поля рукою (дозволяється тільки ключкою і ногою)
- кидати м'яч рукою (дозволені лише паси відкритою рукою)
- робити більше 4 кроків із м'ячем у руці (дозволено нести м'яч на ключці)
- ловити м'яч, що не торкнувся поля, тричі поспіль
- передавати м'яч із рук до рук
- кидати м'яч у ворота рукою
- забивати м'яч із воротарського майданчика
- ставити підніжки, хапати за одяг, штовхати, або валити гравця.

## Суддівство
За ходом гри стежить рефері. Йому допомагають два судді на лінії та 4 арбітри. В іграх між округами бере участь іще один офіційний спостерігач на лінії поля. Рефері приймає всі рішення по зарахуванню голів, очок, штрафів і т. д.
З кожного боку воріт стоїть по арбітру. Їх можна впізнати за білими кітелями. Основне завдання арбітрів — показувати голи і очки. Одне очко позначається підняттям білого прапора, гол — підняттям зеленого прапора. 65-метровий штрафний удар позначається підняттям руки. При невдалій спробі атаки команди, що нападає, руки схрещуються над головою.
Основне завдання суддів на лінії — показати за допомогою прапора, коли і в якому місці м'яч залишив поле, і яка команда знову отримує м'яч. Однак рефері має право вирішального голосу над суддями та арбітрами.

## Історія
Герлінґ має довгу історію. Спершу в нього грали мешканці сусідніх сіл: у грі брали участь сотні гравців. Гра могла тривати декілька годин чи навіть днів.
Герлінг принесли з собою кельти понад 2000 років тому. Уже в V столітті у зведенні законів Ірландії за вбивство людей за допомогою приладдя для герлінгу призначалася кара.
Після завоювання Ірландії в XII столітті англійцями, гру було заборонено. Однак її популярність не зменшувалася.
XVIII століття стало для герлінгу століттям розквіту. В нього грали мешканці 21 графства.
Перші кодифіковані правила гри в герлінг були зведені в 1879 році в «Союзі герлінга Ірландії» у дублінському Триніті коледжі, а в 1884 році була створена «Гельська атлетична асоціація» (Gaelic Athletic Association) — герлінг став офіційним видом спорту.
Головна подія у світі герлінгу — Чемпіонат Ірландії з герлінґу, який проводиться щорічно з 1887 року. Фінальна гра традиційно відбувається у вересні в Дубліні на стадіоні «Кроук Парк». Команда-переможець отримує кубок (Liam-McCarthy-Cup).
В Європі існує «Європейська ліга герлінгу».